# Lafauche

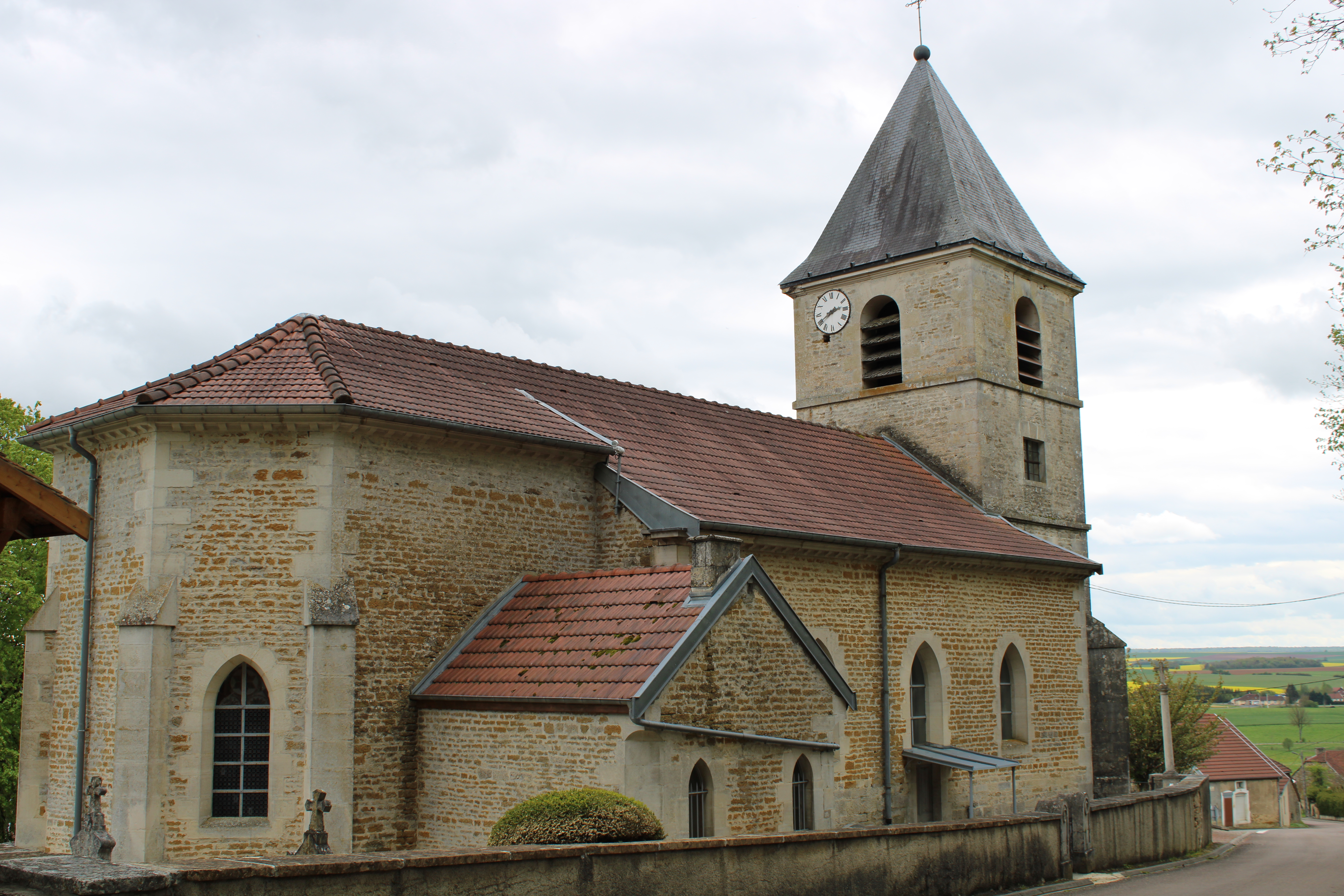
Himmelfahrtskirche

Lafauche ist eine französische Gemeinde mit 74 Einwohnern (Stand: 1. Januar 2022) im Département Haute-Marne in der Region Grand Est.

## Lage und Klima
Der Ort Lafauche liegt am Flüsschen Saônelle in der wasserreichen Landschaft Bassigny etwa 39 Kilometer nordöstlich von Chaumont in einer Höhe von ca. 330 m. Das Klima ist mild bis gemäßigt; Regen (ca. 775 mm/Jahr) fällt übers Jahr verteilt.

## Bevölkerungsentwicklung
| Jahr                       | 1800 | 1851 | 1901 | 1954 | 1999 | 2019 |
| -------------------------- | ---- | ---- | ---- | ---- | ---- | ---- |
| Einwohner                  | 129  | 228  | 137  | 80   | 109  | 75   |
| Quellen: Cassini und INSEE |      |      |      |      |      |      |

Wegen der durch die Reblauskrise im Weinbau ausgelösten Landflucht zu Beginn des 20. Jahrhunderts und der zunehmenden Mechanisierung der Landwirtschaft ging die Einwohnerzahl der Gemeinde seit zweiten Hälfte des 19. Jahrhunderts kontinuierlich zurück.

## Wirtschaft
Die Gemeinde Lafauche ist landwirtschaftlich orientiert.

## Geschichte
Bis zur Französischen Revolution war Lafauche Hauptort einer Baronie; einer der letzten Titelträger und Besitzer der Burg war um die Mitte des 18. Jahrhunderts der General Victor-François de Broglie.

## Sehenswürdigkeiten
- Das Château de Lafauche existierte bereits im 11. Jahrhundert, doch wurde es im 15. Jahrhundert nahezu neugebaut. Im Lauf der Zeit verfiel es mehr und mehr. Es befindet sich auf einer Anhöhe, war aber trotzdem von einem Wassergraben (douve) umgeben. Seit dem Jahr 1992 ist es als Monument historique anerkannt.[2]
- Die einschiffige Kirche Notre-Dame-en-son-Assomption (Himmelfahrtskirche) entstand in den 1850er Jahren an der Stelle der mittelalterlichen, aber während der Hugenottenkriege (1562–1598) größtenteils zerstörten Église Saint-Laurent.[3]